# Akrotiri (Santorini)

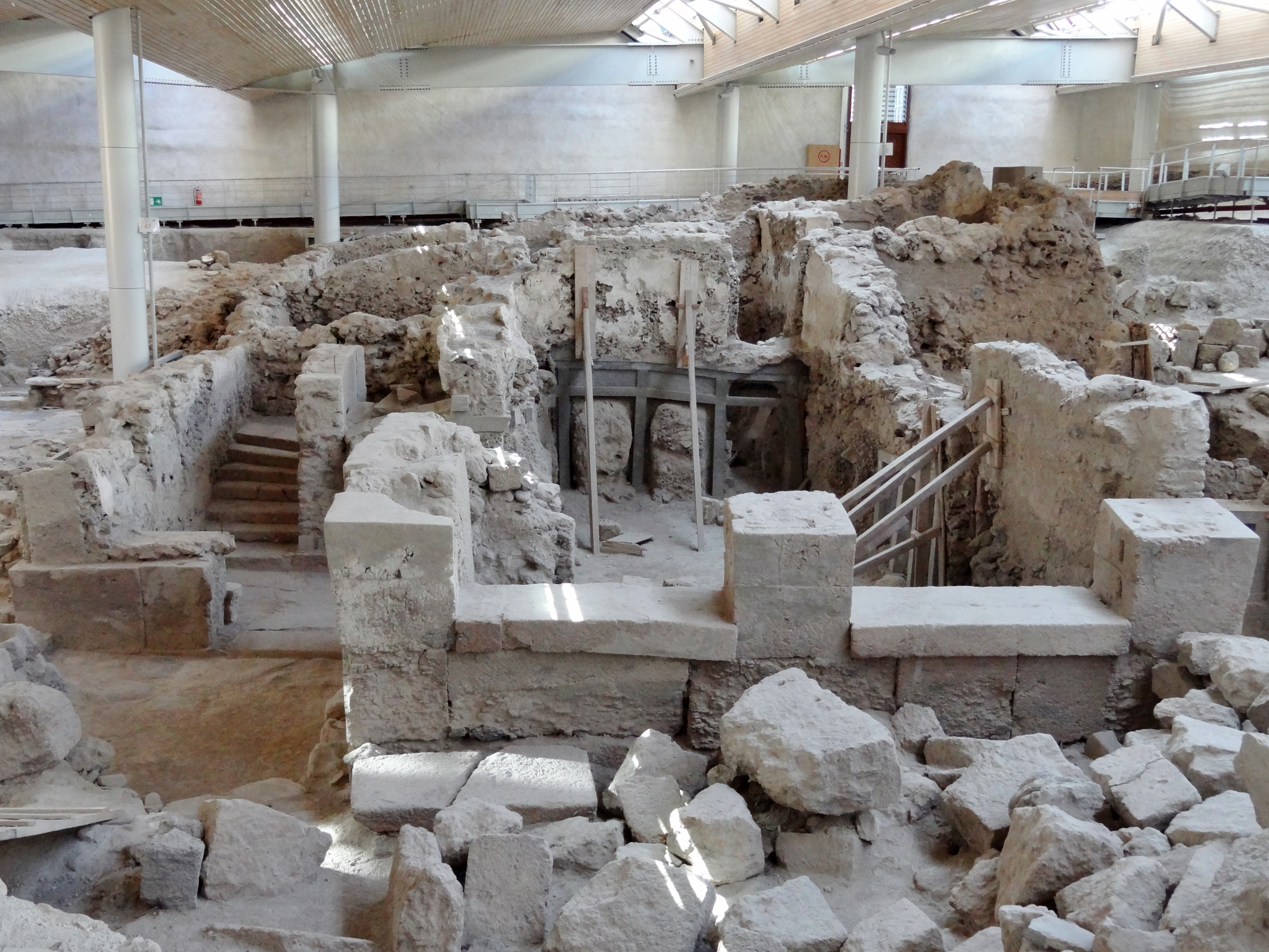
Huset med beteckningen Xesti 3.

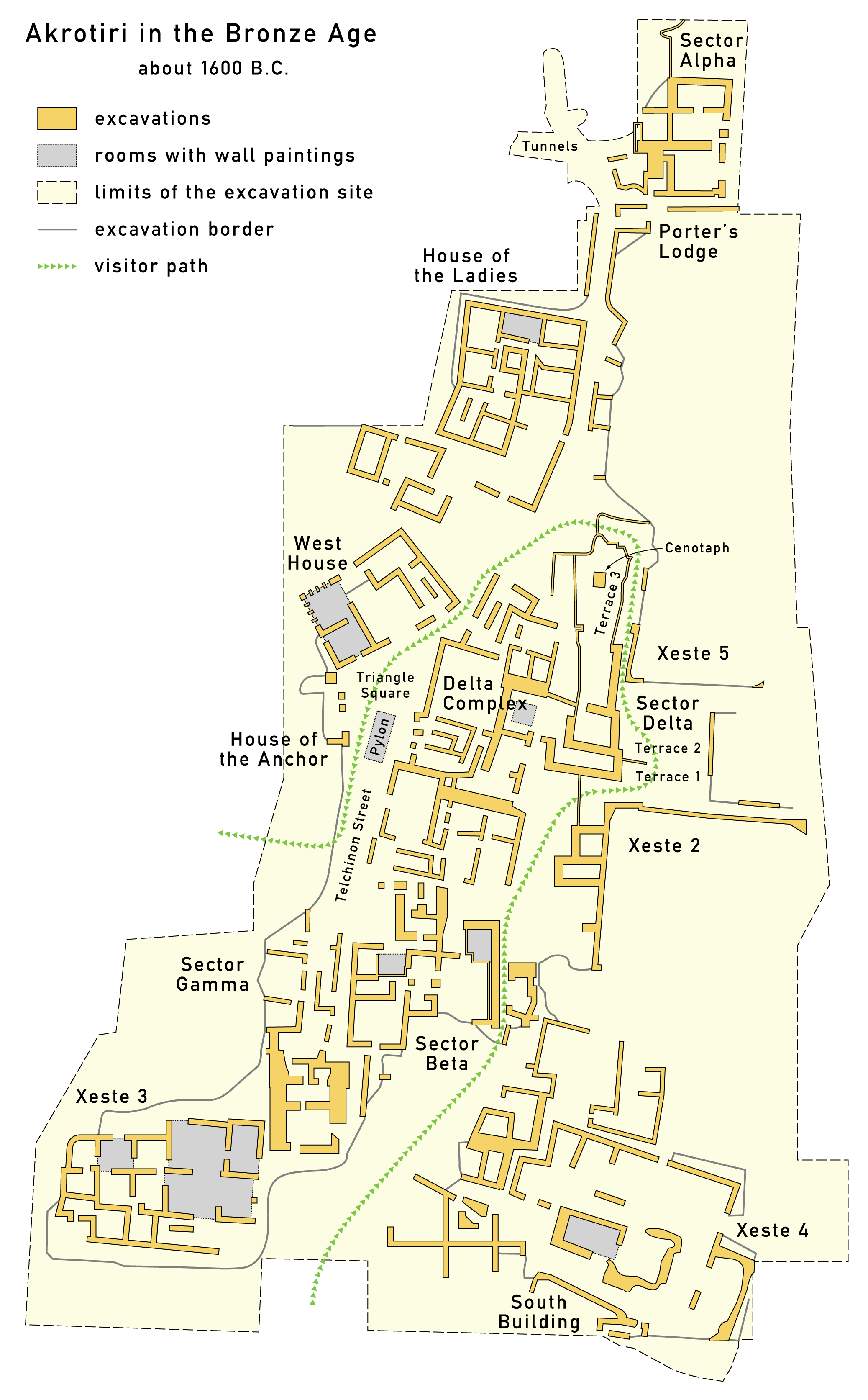

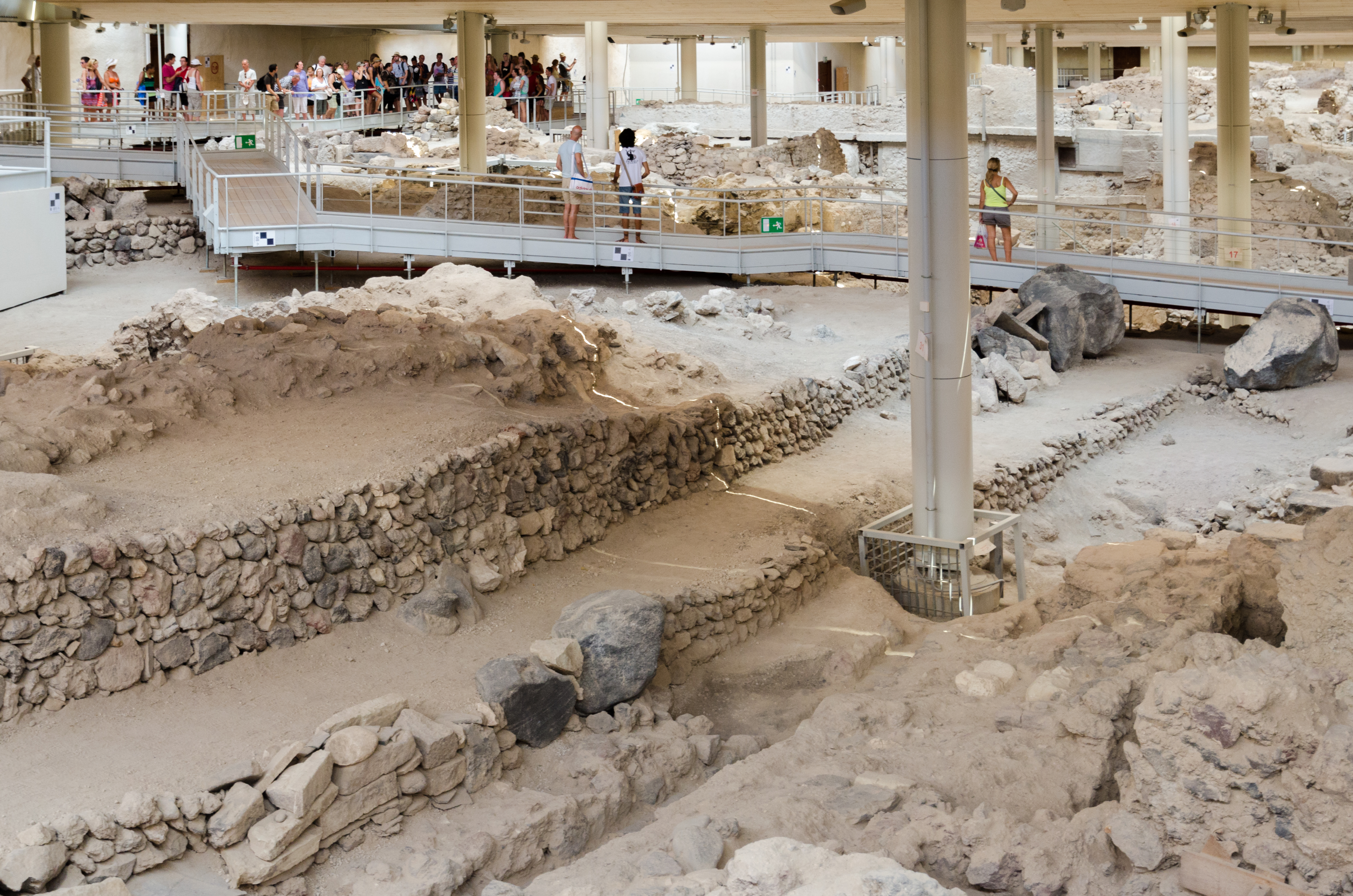
Utgrävningen av Akrotiri.

Akrotiri var en stad under bronsåldern som var mycket avancerad för sin tid. Staden Akrotiri låg på den ö, som numera är Santorini som tidigare hette Thera. Människorna som bodde där fick inflytande från minoerna på Kreta. Akrotiri begravdes av den minoiska eruptionen någon gång under 1650–1500-talet f.Kr. Staden upptäcktes år 1967 av arkeologen Spyridon Marinatos. Vissa påstår att Therautbrottet och Akrotiri var myten bakom den försvunna staden Atlantis.